# Kwan Hoi-san
Herman Kwan Hoi-San (Chino: 關海山) (23 de octubre de 1925 en Guangzhou, China - 11 de septiembre de 2006) fue un actor y cantante de ópera de Hong Kong. Su nombre en inglés era Herman Kwan. Kwan comenzó su carrera como actor de ópera cantoné en el teatro "Opera Troupe" (新聲劇團). También comenzó a interpretar temas musicales para bandas sonoras de películas producidas para el cine de Hong Kong, en su mayoría eran para adaptación de canto de ópera en cantonés. Se hizo famoso y actuó interpretando a muchos principales personajes. Cuando las películas de Hong Kong comenzó a moverse hacia el mandarín, la carrera de Kwan cambió para dedicarse a trabajar en la TVB y actuó en varias series televisivas. Directores y realizadores redescubrieron su talento y le echaron ofrecieron muchos otros personajes secundarios para participar en películas. En 2001, sufrió un ataque que acomplejó a Kwan y se quedó mudo y paralizado. Él falleció en 2006, debido a complicaciones derivadas de la hipertensión y de la diabetes.

## Filmografía
- The Legend of the Book and the Sword (1976)
- Luk Siu Fung (1976)
- The Romantic Swordsman (1978)
- The Heaven Sword and Dragon Saber (1978)
- Chor Lau-heung (1979)
- Demi-Gods and Semi-Devils (1982)
- The Legend of the Condor Heroes (1982)
- The Duke of Mount Deer (1984)
- The Smiling, Proud Wanderer (1984)
- The New Adventures of Chor Lau-heung (1984)
- New Heavenly Sword and Dragon Sabre (1986)
- The Legend of the Book and the Sword (1987)
- Twilight of a Nation (1988)
- Deadly Secret (1989)
- Hap Hak Hang (1989)
- Hard Boiled (1992)
- The Mystery of the Condor Hero (1993)
- The Great Conqueror's Concubine (1994)
- The Duke of Mount Deer (1998)